# Spodnje Gorče
Spodnje Gorče este o localitate din comuna Braslovče, Slovenia, cu o populație de 67 de locuitori.